# Франц Ландграф
Франц Ландграф (нім. Franz Landgraf; 16 липня 1888, Мюнхен — 19 квітня 1944, Штутгарт) — німецький воєначальник, генерал-лейтенант вермахту. Кавалер Лицарського хреста Залізного хреста.

## Біографія
7 липня 1909 року після закінчення кадетського корпусу вступив на службу в 5-й Баварський піхотний полк. З 1 по 20 серпня 1914 року — командир взводу свого полку. Учасник Першої світової війни. З 20 серпня 1914 року по 10 лютого 1915 року ад'ютант 2-го батальйону (начальник штабу) свого полку. З 10 лютого по 24 березня 1915 року — командир 10-ї роти. З 24 березня по 21 травня 1915 року — командир 7-ї роти. З 21 травня 1915 року по 10 грудня 1918 року — полковий ад'ютант (начальник штабу) 1-го Баварського єгерського полку Німецького альпійського корпусу.
Листопадову революцію 1918 року не сприйняв. 10 грудня 1918 року переведений назад у 5-й Баварський піхотний полк. З 1 січня по 10 березня 1919 року — полковий ад'ютант (начальник штабу). З 10 березня по 20 квітня 1919 року — командир 2-ї роти добровольців. Брав участь у розгромі Баварської Радянської Республіки в рядах добровольчих формувань. З 20 квітня 1919 по 27 лютого 1920 року служив в Добровольчому корпусі «Бамберг». З 27 лютого по 1 жовтня 1920 року служив в 46-му піхотному полку. З 1 жовтня 1920 року по 1 жовтня 1928 року — командир роти, ад'ютант 21-го піхотного полку.
З 1 жовтня 1928 року і в 1934 році — ад'ютант Управління основної військової підготовки в місті Графенвер. У 1934 році до 1 квітня служив у 21-му піхотному полку. З 1 квітня 1934 року — командир навчального батальйону 21-го піхотного полку. З 1 жовтня 1934 року — командир батальйону 2-го стрілецького полку.
З 1 жовтня 1936 року — командир 7-го танкового полку 1-ї танкової дивізії. 3—10 жовтня 1938 року брав участь в окупації Судетської області. З 15 жовтня 1939 року — командир 4-ї танкової бригади, сформованої в Штутгарті. Учасник Польської кампанії.
З 6 червня 1941 року — командир 6-ї танкової дивізії, сформованої в Вупперталі. Учасник Німецько-радянської війни. Дивізія з запеклими боями вийшла до Ленінграда і брала участь у блокаді міста. В жовтні 1941 року дивізія, перекинута під Москву, зазнала важких втрат під час контрнаступу радянських військ узимку 1941/42 років. У ході боїв під Москвою пізньої осені 1941 року Ландграф серйозно підірвав своє здоров'я і від хвороби так і не оговтався.
C 23 листопада 1941 року перебував на лікуванні в госпіталі, з 15 квітня 1942 року — в резерві ОКГ.
З 1 травня 1942 командир 155-ї запасної моторизованої дивізії (з 10 травня 1942 року — запасної танкової, з 5 квітня 1943 року — резервної дивізії). З 23 серпня по 6 вересня 1943 року перебував у відпустці через хворобу. 1 жовтня 1944 року відправлений у резерв ОКГ і більше не отримав жодного призначення.

## Звання
- Фенріх (7 липня 1909)
- Лейтенант (26 жовтня 1911)
- Оберлейтенант (9 липня 1915)
- Гауптман (19 серпня 1919)
- Майор (1 лютого 1931)
- Оберстлейтенант (1 липня 1934)
- Оберст (1 червня 1936)
- Генерал-майор (1 вересня 1940)
- Генерал-лейтенант (1 вересня 1942)

## Нагороди
- Медаль принца-регента Луїтпольда
- Залізний хрест 2-го і 1-го класу
- Орден «За заслуги» (Баварія) 4-го класу з короною і мечами
- Медаль «За відвагу» (Гессен)
- Хрест «За військові заслуги» (Австро-Угорщина) 3-го класу з військовою відзнакою
- Почесний хрест ветерана війни з мечами (1934)
- Медаль «За вислугу років у Вермахті» 4-го, 3-го, 2-го і 1-го класу (25 років)
- Медаль «У пам'ять 13 березня 1938 року»
- Застібка до Залізного хреста 2-го і 1-го класу
- Лицарський хрест Залізного хреста (16 червня 1940)
- Нагрудний знак «За танкову атаку» в сріблі